# Simetrio di Roma
Simetrio, chimato anche Semetrio o Simitrio, (... – Roma, ...; fl. II secolo) è stato un presbitero romano, venerato come martire e santo dalla Chiesa cattolica.

## Agiografia e culto
Poche sono le notizie coeve su questo santo, contenute nelle Gesta Praxedis et Pudentianae. Simetrio era un sacerdote, che fu sorpreso mentre celebrava di nascosto una messa nelle catacombe di Priscilla davanti a un gruppo di 22 fedeli. Furono tutti arrestati e giustiziati all'epoca dell'imperatore Antonino Pio (138-161).
La menzione più antica del suo culto è contenuta nel martirologio geronimiano (V secolo) alla data del 26 maggio. La sua tomba si trovava nella stessa catacomba di Priscilla, come attestano gli antichi itinerari per i pellegrini che si recavano a Roma. In questa città, fin dal VI secolo, esisteva un monastero intitolato a san Simetrio, di cui parla il Liber pontificalis nelle biografie dei papi Leone III (795-816) e Leone IV (847-55).
La memoria di san Simetrio e dei suoi 22 compagni fu inserita da Cesare Baronio nel Martirologio Romano. Con la riforma di questo martirologio dopo il Concilio Vaticano II, è stato omesso il ricordo dei compagni:
(Martirologio Romano. Riformato a norma dei decreti del Concilio ecumenico Vaticano II e promulgato da papa Giovanni Paolo II, Città del Vaticano, 2004, p. 425)